# Romangordo
Romangordo è un comune spagnolo di 190 abitanti situato nella comunità autonoma dell'Estremadura.